# Ulla Andersen
Ulla Andersen (* 13. Juli 1946 in Kopenhagen) ist eine dänische Schauspielerin.

## Leben
Ulla Andersen ist die Tochter des Schauspieler-Ehepaares Asbjørn Andersen und Tove Dyrhauge. Nach dem Schulabschluss besuchte sie von 1964 bis 1967 die Staatliche Theaterschule in Kopenhagen, wo sie ihre Schauspielausbildung absolviert hatte.
Sie stand am Königlichen Theater Kopenhagen, am Folketeatret, Svendborg-Sommertheater, Gladsaxe-Theater, Gronnegards-Theater, Odense Teater, Aarhus Teater und am Regionaltheater Kolding als Darstellerin auf der Bühne. Sie wirkte bislang in fünf Filmen mit.
Ulla Andersen war ab dem 14. November 1964 mit dem Schauspieler Ole Søltoft verheiratet. Die Ehe blieb kinderlos.

## Filmografie
- 1951: 24 Timer
- 1977: Pas pa ryggen, Professor!
- 1978: Flitterwochen (Honning måne)
- 1986: Hvor der er vilje, er der Vej
- 1988: Jydekompagniet